# Kosakenstein

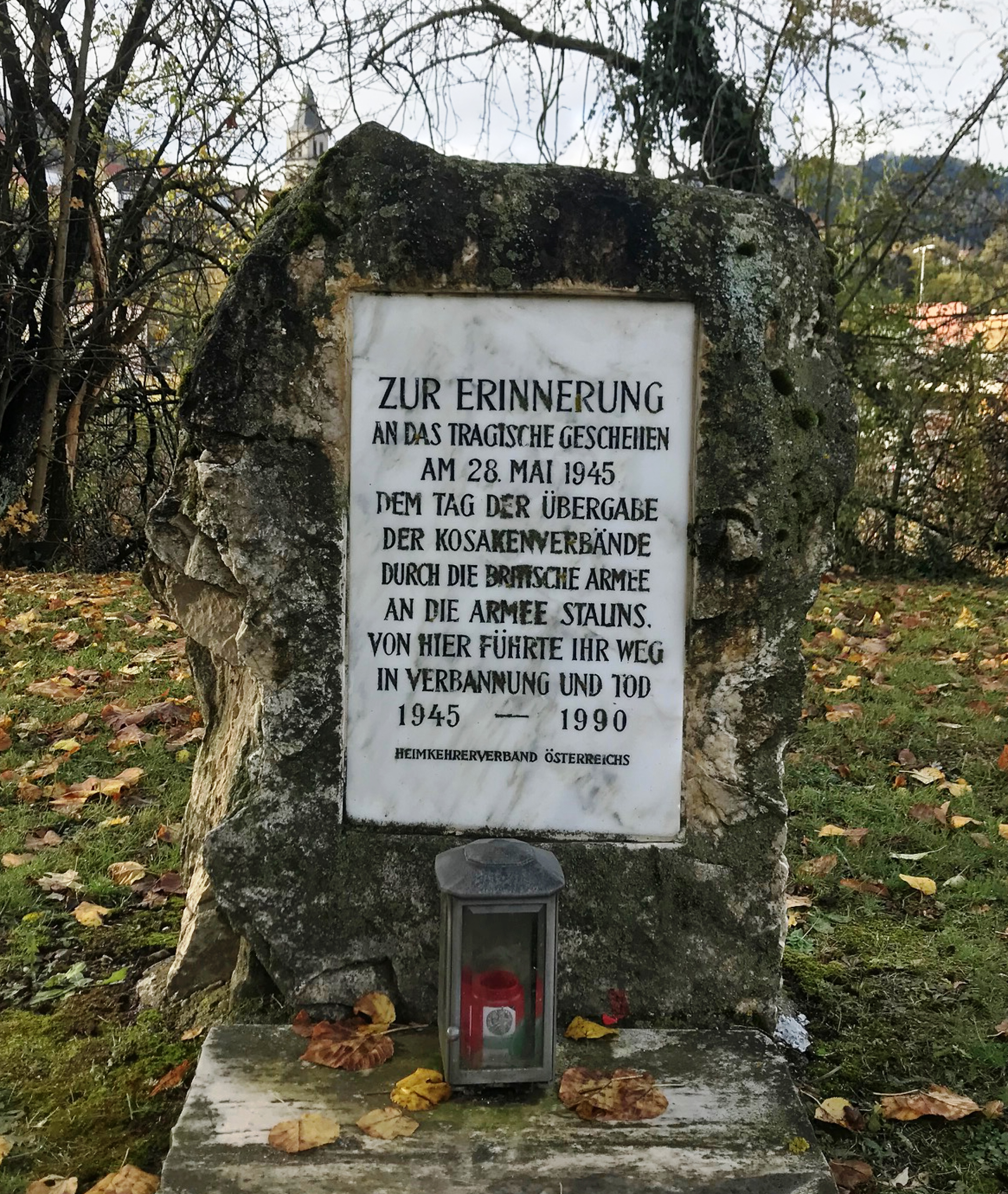
Kosakenstein im Park in Judenburg

Der Kosakenstein ist ein Denkmal in Judenburg, Bezirk Murtal, Steiermark, Österreich. Es befindet sich in einem kleinen Park bei der Brücke am linken Murufer. Der Naturstein ist mit einer Inschrift versehen zum Gedenken an die Geschehnisse bei der Auslieferung von kriegsgefangenen Kosaken verschiedener Nationalität durch die britische Armee an sowjetische Truppen als Teil der nach dem Übereinkommen von Jalta vereinbarten Repatriierung der sowjetischer Staatsbürger im Zuge der später so genannten britisch-US-amerikanischen Operation Keelhaul. Die Geschehnisse wurden später auch als Lienzer Kosakentragödie bezeichnet. Die Ereignisse fanden in den Wochen nach dem Ende des Zweiten Weltkriegs statt.
Dabei wurden in der Formulierung des Autors Karl-Peter Schwarz in der FAZ „Zehntausende Kosaken, Kaukasier, Slowenen und Kroaten aus Österreich an die Sowjetunion und an Titos kommunistische Partisanen ausgeliefert. Die Geschichte einer Völkerwanderung, die im GULag und in jugoslawischen Massengräbern endete.“
Die Geschehnisse wurden unter anderem von dem 1945 in die USA ausgewanderten Maler Sergei Grigorjewitsch Korolkow in dem Gemälde Die Auslieferung der Kosaken in Lienz künstlerisch verarbeitet. Der einstige Freund von Michail Scholochow hatte bereits dessen Roman Der stille Don illustriert.

## Inschrift
„Zur Erinnerung an das tragische Geschehen am 28. Mai 1945 dem Tag der Übergabe der Kosakenverbände durch die britische Armee an die Armee Stalins.
Von hier führte ihr Weg in Verbannung und Tod / 1945 – 1990 / Heimkehrerverband Österreichs“